# Mohamed Malki
Mohamed Malki (arabe : محمد المالكي), né le 25 août 1889 et décédé le 27 octobre 1980, est une personnalité tunisienne du football.
Il est le premier président tunisien de l'histoire de l'Espérance sportive de Tunis de 1920 à 1923. Il est aussi président de la cour d'appel[Quoi ?] et doyen de l'association des anciens du Collège Sadiki.